# Neoliberalismo
Il neoliberalismo è, in scienza politica, un insieme di dottrine che si dichiarano eredi del liberalismo classico. Talvolta il termine è inteso come sinonimo di "neoliberismo".
Nel complesso, il neoliberalismo antepone l'importanza di una integrazione economica fra i vari attori all'integrazione politica, che in genere comprimerebbe i diritti dell'individuo, e vede criticamente l'intervento dello Stato nella vita pubblica.

## Origine
Il primo a coniare il termine, in un'accezione molto diversa da quella nella quale verrà utilizzato in seguito, fu il sociologo ed economista tedesco Alexander Rüstow, il quale cercò di teorizzare una nuova forma di liberalismo (l'ordoliberalismo) leggermente distaccata da quello classico, maggiormente attenta al sociale e non completamente contraria ad un controllo dell'evoluzione dei mercati da parte dello Stato. Rüstow successivamente portò queste sue idee all'interno dei circoli di intellettuali, da lui frequentati in Germania, sotto il nome di neoliberalismo.
Il termine è entrato nell'uso comune negli anni '80 in connessione con le riforme economiche di Augusto Pinochet in Cile, ha rapidamente assunto connotazioni negative ed è stato impiegato principalmente dai critici della riforma del mercato e del capitalismo laissez-faire. Gli studiosi tendevano ad associarlo alle teorie degli economisti della Mont Pelerin Society Friedrich Hayek, Milton Friedman e James M. Buchanan, insieme a politici e cariche governative come Margaret Thatcher, Ronald Reagan e Alan Greenspan.